# Mindre vitblärefly
Mindre vitblärefly, Hadena capsincola är en fjärilsart som beskrevs av Michael Denis och Ignaz Schiffermüller, 1775. Mindre vitblärefly ingår i släktet Hadena och familjen nattflyn, Noctuidae. Arten har livskraftiga, (LC) populationer i både Sverige och Finland.

## Bildgalleri

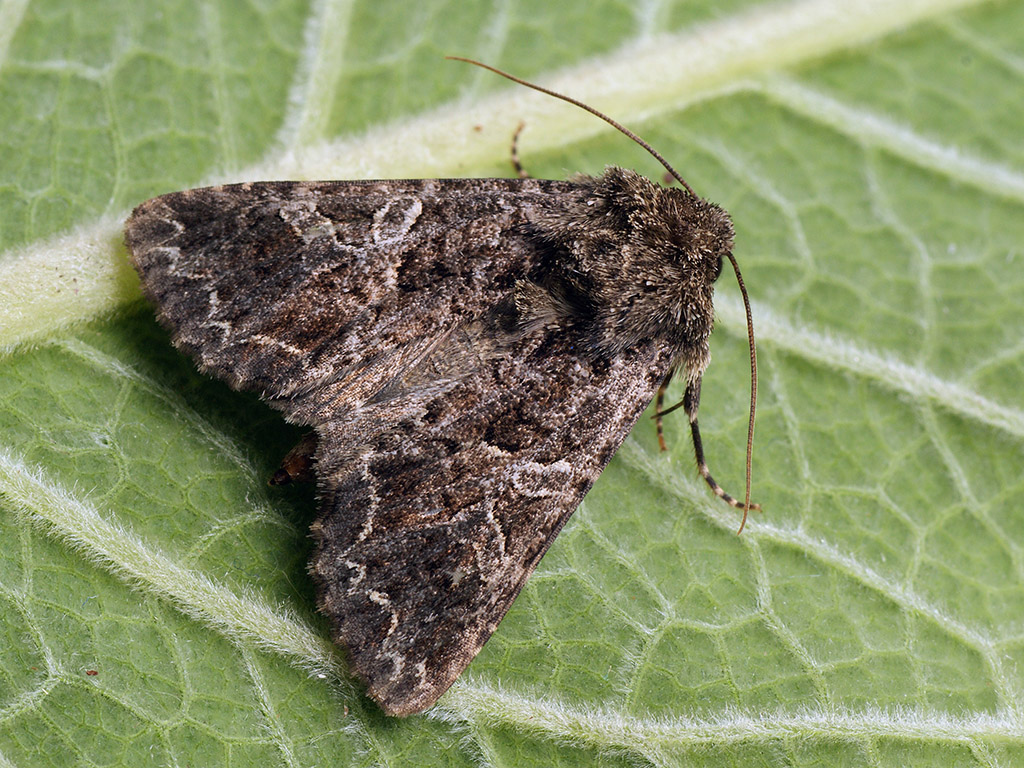
Imago fjäril
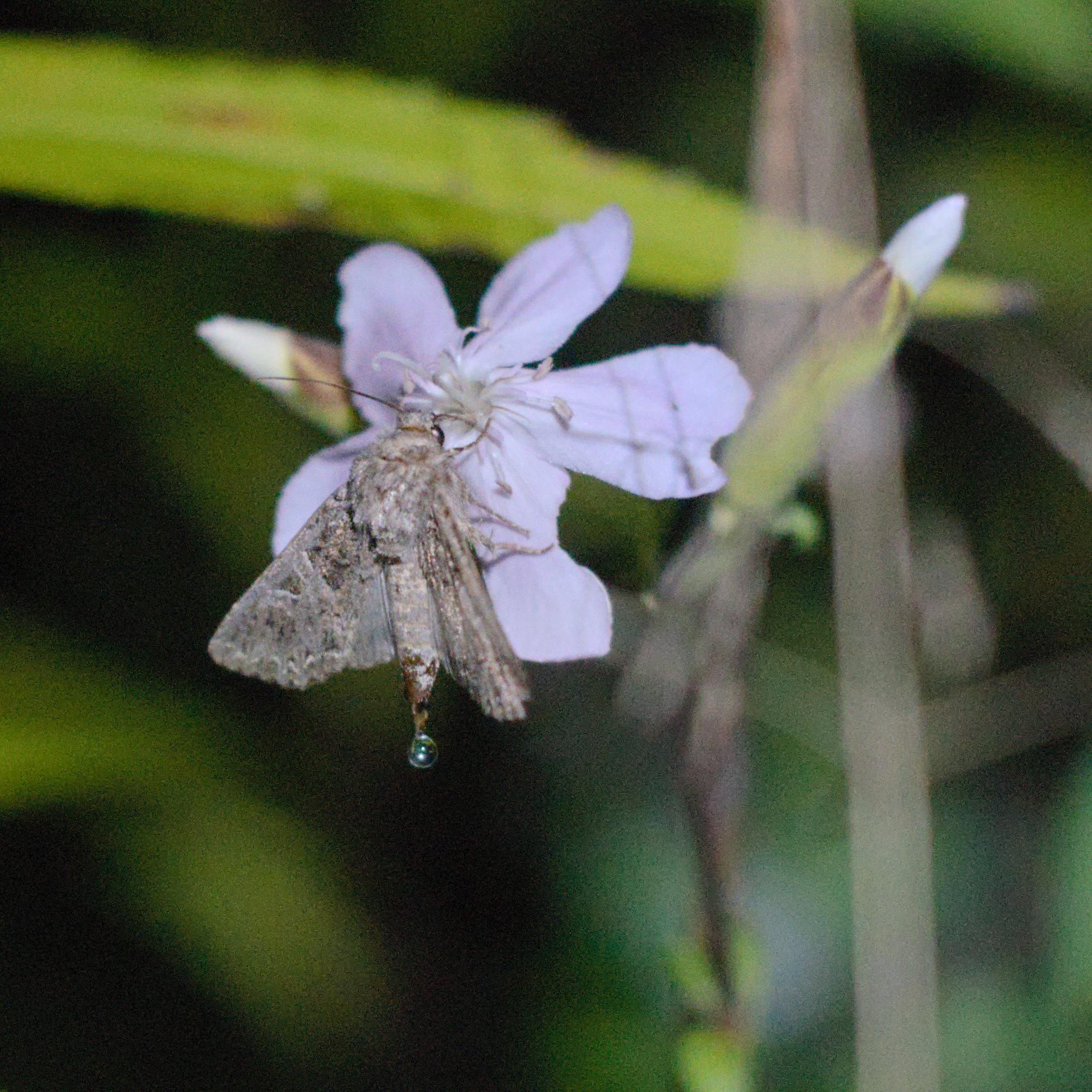
Blombesök av imago fjäril
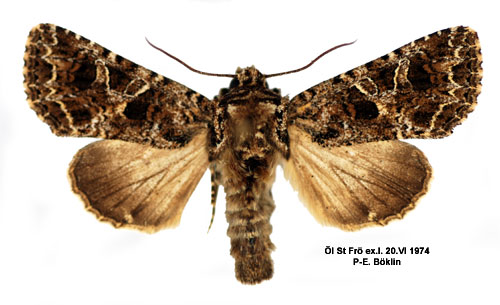
Preparerad (uppnålad) imago fjäril.